# Johan Bojer
Johan Bojer (6 de março de 1872 – 3 de julho de 1959) foi um popular romancista e dramaturgo norueguês. Escreveu principalmente sobre a vida dos agricultores e pescadores pobres na Noruega e sobre os emigrantes noruegueses nos EUA.

## Biografia
Bojer nasceu Johan Kristoffer Hansen na aldeia de Ørkedalsøren, atual cidade de Orkanger, no condado de Sør-Trøndelag.  Filho de pais solteiros, foi criado como filho adoptivo numa família pobre que viveu em Rissa perto de Trondheim, Noruega. Bojer cedo aprendeu a realidade da pobreza. Os seus primeiros anos foram passados a trabalhar numa quinta e depois como contabilista. Após a morte de seu pai, em 1894, tomou o nome Bojer.
A sua obra literária começou com a publicação de Unge tanker (O petroleiro Unge) em 1893, tendo continuado a ganhar prestígio até à década de 1920.  Devido à variedade de temas que abordou, ganhou aplauso da crítica na Noruega. Conquistou fama internacional com a tradução de muitos dos seus trabalhos em línguas estrangeiras. Os críticos geralmente consideram o romance Den siste viking (O último dos Viquingues) a sua melhor obra.  Este romance retrata de forma poderosa e realística a vida dos pescadores de Trøndelag que fazem a pesca de inverno no arquipélago da ilha Lofoten acima do círculo polar ártico no extremo norte da costa da Noruega.
Bojer é especialmente conhecido por The Emigrants (Os emigrantes), um grande romance que trata das motivações e das experiências de noruegueses que emigraram para as planícies do Dakota do Norte. Em 1923, Bojer viajou para Litchville, Dakota do Norte, para pesquisar a vida dos imigrantes noruegueses que se tinham estabelecido ali. O resultado da sua visita foi um romance publicado originalmente na Noruega como Vor egen stamme. O romance de Bojer sobre colonos noruegueses na década de 1880 conta a história de jovens do campo que deixam o velho mundo para procurar uma vida melhor. A viagem leva-os para colónias no distrito de LaMoure, Dakota do Norte, ao sul de Litchville, onde descobrem que desbravar o mato e sobreviver a nevascas é mais fácil do que na terra donde vieram.

## Obras seleccionadas
- Unge tanker - romance publicado sob o nome de Johan K. Hansson
- Et folketog – (Uma Procissão) (1896)
- Troens magt - (O Poder de uma Mentira) (1903/ Inglês 1909)
- Fangen som sang (1913)
- Den store hunger – (O Grande Hunger) (1916/Inglês 1918)
- Den siste viking - (O último dos Viquingues) (1921/Inglês 1923)
- Vor egen stamme  - (Os Emigrantes) (1924/Inglês 1925)
- Folk ved sjøen - (A Luta Sem Fim) (1929/Inglês 1931)